# مينا بنسون هوبارد
مينا بنسون هوبارد (15 أبريل 1870 - 4 مايو 1956) هي مُستكشفة كنديّة ذاعَ صيتها بعدما اكتشفت منطقة لابرادور.

## الحياة المُبكّرة
وُلدت مينا بنسون في منطقة بيودلي بأونتاريو. والدها هوَ جيمس بنسون وهو مهاجر أيرلندي أمّا والدتها فتدعى جين من أصول بريطانيّة. هي الابنة السابعة في أسرة مكوّنة ثمانية أطفال إلى جانب الوالدين. تلقت مينا التعليم الابتدائي في مدرسة محليّة في كوبورغ لمدة عامين فقط.
تخرّجت كممرضة عام 1899 مدرسة تدريب الممرضات في بروكلين ثمّ ذهبت إلى العمل في مستشفى صغير في جزيرة ستاتن بنيويورك في الولايات المتحدة. بحلول عام 1900؛ أشرفت مينا على رِعاية الصحفي ليونيداس هوبارد الذي كانَ حينها في المستشفى للتداوي من حمى النمشية. تطوّرت العلاقة بينهما لحب ثمّ تزوجا في 31 يناير/كانون الثاني عام 1901.

## المسيرة المهنيّة
توفيّ زوجها الأول عام 1903 وقد أثر هذا فيها بشكلٍ كبير لكنّها نجحت في تخطيه في وقتٍ ما وباشرت فيما بعد تأليف كتاب حول الرحلات الاستكشافيّة والمغامرات المحيطة بها وما يُمكن تحقيقها في هذا المجال. لقيَ الكتاب نجاحًا تجاريًا في الولايات المتحدة ما مكنها من أن تُصبح معروفة على نطاقٍ واسع.
بحلول عام 1905 بدأت مينا في التخطيط لتنظيم رحلات استكشافيّة حول كندا ونافسها في هذه الفكرة مُستكشف آخر يُدعى والاس الذي كان لهُ نفس المخطط تقريبًا. جمعت مينا عددًا من المُستكشفين أو الراغبين في المشي قدمًا في مثل هذه الرحلات وتخليدًا لذكرى زوجها قرّرت تسمية الرحلة بهوبارد. كان الرحلة منظمة تنظيما جيدًا وأثمرت في النّهاية بعدَ اكتشاف مناطق جديدة لم يكن البشر قد وصلَ لها بعد.
بعدَ عودتها من الرحلة الاستكشافيّة التي استمرت 43 يومًا؛ كتبت مينا كتابًا مطولًا تشرحُ فيه طبيعة المنطقة وتضاريسها وحدودها الجغرافيّة كما شرحت سبب فشل عدد من المستكشفين أو البحارة في الوصول لها بالإضافة إلى وصفٍ دقيق لجيولوجيا المكان ونوعيّة النباتات والحيوان التي تعيشُ في تلكَ البريّة.

## الوفاة

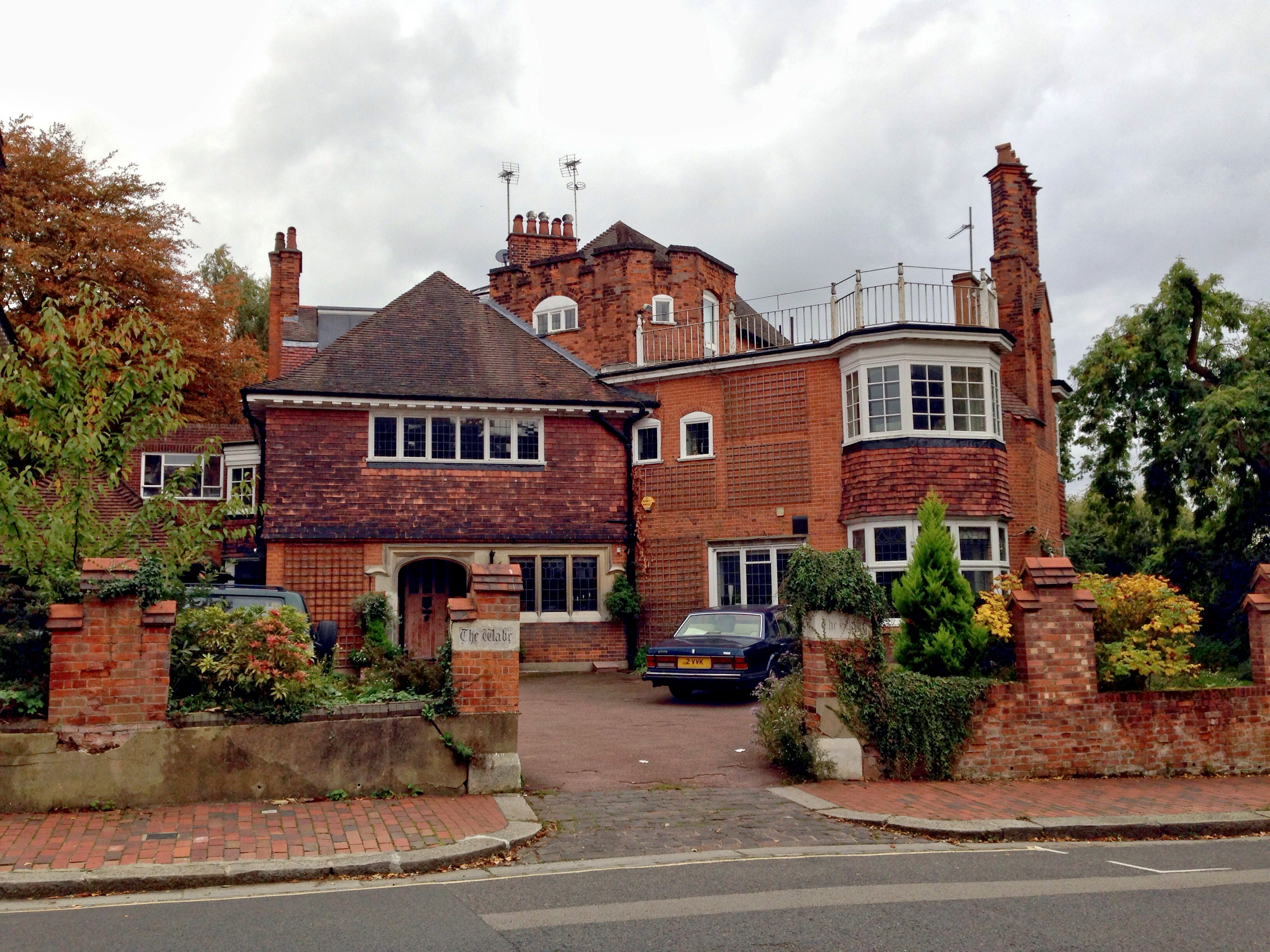
منزلُ مينا في هامبستاد بلندن في المملكة المتحدة

بعد «رحلة هوبارد»؛ سافرت مينا إلى إنجلترا والتقت في عام 1908 برجل الأعمال هارولد إليس الذي تزوجت به في وقتٍ لاحق وحصل منهُ على ثلاثة أطفال إلّا أنّ الثنائي انفصلا في عام 1926. بحلول عام 1913؛ اشترت مينا بيتًا مستقلًا في هامبستاد بِلندن من المصمم الأصلي والعالِم الرياضياتي وليام غارنيت. عادت مينا إلى كندا في عام 1936 وذلكَ لمرافقة جورج إلسون في رحلة على مثن قارب لاستكشاف الأنهار في شمال أونتاريو.
توفيت هوبارد في منطقة كولسدون بالمملكة المتحدة عام 1956 عن عمرٍ ناهزَ الـ 86 سنة وذلكَ بعدما صدمها قطارٌ أثناء عبورها السكة الحديديّة. تمّ تكريم الراحلة وصارت «شخصيّة وطنية تاريخيّة» في كندا في عام 2018.